# Mycenastraceae
Mycenastraceae is een kleine familie van schimmels uit de orde Agaricales. Het enige geslacht dat behoorde tot deze familie was Mycenastrum, maar deze is later geherclassificeerd naar de familie Agaricaceae.